# Danny Frankel
Danny Frankel je americký bubeník a perkusionista.

## Kariéra
Jeho velkým vzorem byl jazzový hudebník Paul Motian. Ten byl rovněž jeho pedagogem. Pochází z Washingtonu, D.C. a později působil také v New Yorku. Byl například členem skupiny Urban Verbs (1977–1982) a doprovázel také zpěváka a kytaristu Lou Reeda. Roku 1983 se usadil v Los Angeles. V roce 2006 hrál v písni „Jumbo (In Tha Modern World)“ velšského hudebníka Johna Calea (uvedl, že se v tomto případě inspiroval Maureen Tuckerovou, Caleovou spolupracovnicí ze skupiny The Velvet Underground). V roce 2010 vydal album The Interplanetary Note/Beat Conference, na němž hraje na různé perkusivní nástroje, a doprovází jej zde kytarista Nels Cline a hráč na klávesové nástroje Larry Goldings. Jeho starší album The Vibration of Sound bylo vytvořeno za pomoci smyček a dronů. Rovněž hrál na albu Hotel Shampoo velšského hudebníka Gruffa Rhyse. Také se věnoval hře na bonga. Během své kariéry spolupracoval s mnoha dalšími hudebníky, mezi něž patří například Rickie Lee Jones, k.d. lang, Kid Congo Powers, Laurie Anderson, Fiona Apple, Everlast a Marianne Faithfull.

## Sólová diskografie
- New Thing on Jupiter (1997)
- The Vibration of Sound (2002)
- The Interplanetary Note/Beat Conference (2010)